# Coloracris coerulescens
Coloracris coerulescens är en insektsart som beskrevs av Willemse, C. 1938. Coloracris coerulescens ingår i släktet Coloracris och familjen gräshoppor. Inga underarter finns listade i Catalogue of Life.